# 329025 Annekathrin
329025 Annekathrin este o planetă minoră (asteroid) din centura de asteroizi. A fost descoperită pe 21 februarie 2001 la stazione osservativa di Asiago Cima Ekar⁠(d) de . 
Obiectul prezintă o orbită caracterizată de o semiaxă mare de 2,985803862678 UAi, o excentricitate de 0,16813905657989, o înclinație de 8,2080641093544 ° în raport cu ecliptica.